# 內控自評
內控自評(又稱內部稽核，英語：Internal Auditing)是在1987年開發出的技術，各種各樣的組織使用此技術，包括企業、慈善機構和政府部門，以評估他們內部的風險管理和控制流程的有效性。公司治理為企業共同的重要課題，內控自評透過對企業活動之風險與控制等事項，進行檢查及評估，可作為企業檢討與改善內部控制制度的建議，進而落實公司治理。美國內部稽核協會(簡稱IIA)，對於內部稽核之定義為：內部稽核為獨立、客觀之確認性服務及諮詢服務，用以增加價值及改善機構營運。內部稽核協助機構透過有系統及有紀律之方法，評估及改善風險管理、控制及治理過程之效果，以達成機構目標。

## 內控自評的發展及推廣
有關內控自評範圍，應包含內部控制五大要素，即控制環境、風險評估及回應、控制活動、資訊與溝通及監督。一般會將此五大要素區分為企業層級及作業層級來進行評估。企業層級由於多涉及全公司之管理活動，故通常由高階管理階層來進行自評；作業層級則是泛指與全公司之業務及營運活動有關作業之控制活動，故通常需動員全公司各部門主要負責該業務及營運活動之經辦人員進行自評。內控自評包括建立一個明確的責任的控制，減少舞弊風險和建立一個較低風險的企業組織。
- 美國的沙賓法案404條款（SOX404）公布後，對企業的影響可說相當的高。管理階層須針對企業是否落實內部控制制度提出一份內控自評報告，並交由會計師審查出具簽證報告，以合理確信管理階層之聲明與事實相符，經報請美國證券交易委員會（SEC）核示後，股票才能上市。[4][5]
- 英國，2011年英國金融服務管理局在其建議中認識到操作風險管理的完善的風險，通過內控自評的評估可能是識別風險的重要手段。它還指出，評估要充分有效，就必須完全融入金融機構的風險管理流程。[6]

## 主要內控自評軟體之特色如下表所示：
| 語言介面 | 軟體名稱                                                   | 特色                                                         |
| -------- | ---------------------------------------------------------- | ------------------------------------------------------------ |
| 中文     | 內控自評系統 （由傑克商業自動化公司開發）                  | 能有效管理內控自評問卷 易於協助審計報告 能與風險管理軟體相容 |
| 英文     | MEYCOR COBIT CSA software （由DATASEC開發）                | 依COBIT4.1架構建置 可以定期進行評估。                        |
|          | Resolver*Ballot （由Resolver開發）                         | 可同時進行內控自評與風險管理                                 |
|          | OpVar Risk and Control Self-Assessment （由OpVantage開發） | 可同時進行內控自評與風險管理                                 |
|          | Control Self Assessment Software （由NOWECO開發）          | 幫助評估和改進內部控制的品質                                 |

## 外部連結
稽核自動化知識網